# 知本耳蕨
知本耳蕨（学名：Polystichum obliquum）为鳞毛蕨科耳蕨属下的一个种。

## 扩展阅读
- 維基物種上的相關：知本耳蕨